# Ludobójstwo kulturowe
Ludobójstwo kulturowe; ludobójstwo etniczne, etnocyd (ang. ethnocide) – planowe niszczenie odrębności kulturowej i etnicznej (narodowej) grupy. Ma na celu rozbicie struktury społecznej i rodzinnej, a także zmuszenie ludzi do porzucenia własnej kultury (wierzeń, języka, sztuki) i sposobu życia oraz przyjęcia innej tożsamości. Zachodzi najczęściej w sytuacji konfliktu między grupami, gdzie grupa dominująca (reprezentowana np. przez władze państwowe) uniemożliwia rozwój kulturowy słabszej grupy i łamie prawa człowieka w imię interesów politycznych, ideologicznych bądź ekonomicznych. Działania te prowadzą do zaniku grupy etnicznej i asymilacji jej członków przez społeczeństwo dominujące. Arjun Appadurai uważa, że ludobójstwo kulturowe jest konsekwencją dążenia narodu do "czystości etnicznej". Ludobójstwo kulturowe jest potępiane przez UNESCO. Według deklaracji kończącej konferencję ekspertów do spraw rozwoju etnicznego i etnocydu zorganizowanej pod auspicjami UNESCO (San José, Kostaryka, grudnia 1981), polega ono na tym, że grupa etniczna jest pozbawiona prawa do korzystania, rozwijania i przekazywania własnej kultury i własnego języka, niezależnie od tego, czy to zbiorowo, czy indywidualnie. Co więcej, eksperci w pkt 1. deklaracji przyjęli, że stanowi ono naruszenie prawa międzynarodowego równoważnego ludobójstwu, które zostało potępione przez Konwencję Narodów Zjednoczonych o zapobieganiu i karaniu zbrodni ludobójstwa z 1948 r. Należy zwrócić jednak uwagę, że konferencja w San José dotyczyła ludów indiańskich Ameryki Łacińskiej, a uczestniczyli w niej w zdecydowanej większości eksperci z Ameryki Środkowej. 
Uchwalona w 2006 r. Deklaracja praw ludów tubylczych w art. 7 pierwszej wersji głosiła: Ludność tubylcza ma zbiorowe i indywidualne prawo, by nie być ofiarą  ludobójstwa etnicznego i kulturowego, w art. 8 wersji drugiej Ludność tubylcza i należące do niej jednostki mają prawo nie podlegać przymusowej asymilacji lub zniszczeniu swej kultury. Zazwyczaj proces ludobójstwa kulturowego przebiega bez fizycznej likwidacji członków grupy.

## Przykłady
- wyniszczenie kultury aborygenów
- w nawiązaniu do polityki państw Osi (przede wszystkim hitlerowskich Niemiec) wobec niektórych narodów w czasie II wojny światowej (m.in. niszczenie kultury polskiej)[9]
- system szkół rezydencjalnych dla dzieci rdzennych mieszkańców Kanady[10][11][12]